# الخيمة (قرية)
الخيمة، قرية فلسطينية مهجرة، تبعد عن مركز القضاء 18 كم جنوب الرملة ويبلغ متوسط ارتفاعها عن سطح البحر حوالي 100 متر. إحتلها اليهود في تاريخ 9-10 تموز من عام 1948.

## القرية جغرافيًّا وتاريخيًّا
كانت القرية قائمة على أرض متموّجة في السهل الساحلي الأوسط، تُشرف على بقعة مستوية واسعة من جهتي الشمال والغرب. كما كانت طرق ترابية تصلها بالطريق الممتد بين غزة وطريق الرملة- القدس العام، وكذلك بخمس قرى مجاورة. في أواخر القرن التاسع عشر، كانت الخيمة قرية مبنية بالطوب في منخفض من الأرض، وفي الركن الشرقي منها بئر. في أيام العثمانيين، كان خط سكة الحديد الممتد بين بئر السبع والرملة يمر إلى الغرب من القرية، لكن الحركة على هذا الخط توقفت أيام الانتداب. كانت الخيمة تتألف من مجموعتين متعامدتين من المنازل المبنية بالطوب، وكانت المجموعة الشمالية تمتد على محور يتجه من الشرق إلى الغرب. صُنفت الخيمة مزرعة في «معجم فلسطين الجغرافي المفهرس» (Palestine Index Gazetteer)، الذي وُضع أيام الانتداب. كان سكانها، ومعظمهم من المسلمين، يصلّون في مسجد قرية التينة المجاورة التي كانوا يرسلون إليها أيضًا أولادهم لتلقي التعليم الابتدائي.

## احتلال القرية وتطهيرها عرقيًّا
احتل لواء غيفعاتي التابع للجيش الإسرائيلي الخيمة بتاريخ 9-10 تموز/يوليو 1948 تقريبًا. ولعلّ الخيمة كانت بين القرى الأولى التي سقطت، نظرًا إلى وقوعها مباشرة جنوبي منطقة سيطرة لواء «غيفعاتي».

## القرية اليوم
لم يبق من القرية إلا ثلاث كُوَم، شرقي الموقع وغربه وجنوبه، وفيها أنقاض المنازل وحطامها. يبرز من الكومة الشرقية عارضة، كما تتوسطها بئر كبيرة مهجورة. وثمة بركة اصطناعية كبيرة على بعد نحو 100 متر شمالي شرقي الموقع، كذلك نصب في جوار بئر تبعد نصف كيلومتر إلى الشمال، وعلى النصب كتابة معناها: «ذكرى أعضاء كيبوتس رفاديم الذين استوطنوا الأرض في سنة 1948».

## المستعمرات الإسرائيلية على أراضي القرية
لا مستعمرات إسرائيلية على أراضي القرية. أما مستعمرة «رفاديم» فتقع إلى الشمال منها، على أراضي قرية المخيزن المدمّرة (من قرى قضاء الرملة).